# Jesús Medina
Jesús Darío Medina Arroyo (ur. 25 września 1997 w mieście Meksyk) – meksykański piłkarz występujący na pozycji środkowego lub defensywnego pomocnika, od 2023 roku zawodnik Los Cabos United.